# ホセ・エスパーダ
ホセ・マニュエル・エスパーダ（José Manuel Espada、1997年2月22日 - ）は、プエルトリコ・ポンセ出身のプロ野球選手（投手）。MLBのボルチモア・オリオールズ傘下所属。

## 経歴

### プロ入りとブルージェイズ傘下時代
2015年のMLBドラフト5巡目（全体152位）でトロント・ブルージェイズから指名されプロ入り。
2019年まで傘下のマイナーチームでプレーした。

### レッドソックス傘下時代
2019年12月12日に行われたルール・ファイブ・ドラフトで、ボストン・レッドソックスから指名された。
2021年は傘下のA＋級グリーンビル・ドライブで28試合（先発2試合）に登板して2勝0敗、防御率3.09、53奪三振を記録した。オフの11月7日にFAとなった。

### 独立リーグ時代
2022年2月1日に独立リーグであるアメリカン・アソシエーションのミルウォーキー・ミルクメンと契約した。8試合に登板して2勝1敗、防御率3.61、55奪三振を記録した。

### パドレス時代
2022年7月1日に保有権がサンディエゴ・パドレスへ譲渡された。移籍後は傘下のA＋級フォートウェイン・ティンキャップスへ送られた。
2023年は開幕前のワールド・ベースボール・クラシックでプエルトリコ代表の入れ替え可能投手として選出されたが、出場はなかった。開幕後はAA級サンアントニオ・ミッションズ、AAA級エルパソ・チワワズの2チーム合計で35試合（先発9試合）に登板して3勝2敗、防御率2.81、110奪三振を記録した。9月22日にメジャー契約を結んでアクティブ・ロースター入りし、24日のセントルイス・カージナルス戦に救援登板してメジャーデビューを果たした。オフの11月17日にノンテンダーFAとなったが、12月1日にマイナー契約を結んだ。

### ヤクルト時代
2023年12月18日に東京ヤクルトスワローズへの入団が発表された。
2024年シーズンは開幕一軍入りし、4月までの11登板で防御率0.79を記録。しかし5月以降は防御率8.04と急激に成績を落とし、6月16日に出場選手登録が抹消された。以降は一軍登板がなく、オフの11月8日に自由契約選手公示された。

### パドレス傘下時代
2024年12月17日にサンディエゴ・パドレスとマイナー契約を結んだ。AA級とAAA級の合計29試合に登板し、3勝1敗、防御率3.38、58奪三振、3セーブを記録。7月22日にリリースされた。

### オリオールズ傘下時代
2025年7月26日、ボルチモア・オリオールズとマイナー契約を結んだ。

## 詳細情報

### 年度別投手成績
| 年 度    | 球 団    | 登 板 | 先 発 | 完 投 | 完 封 | 無 四 球 | 勝 利 | 敗 戦 | セ 丨 ブ | ホ 丨 ル ド | 勝 率 | 打 者 | 投 球 回 | 被 安 打 | 被 本 塁 打 | 与 四 球 | 敬 遠 | 与 死 球 | 奪 三 振 | 暴 投 | ボ 丨 ク | 失 点 | 自 責 点 | 防 御 率 | W H I P |
| -------- | -------- | ----- | ----- | ----- | ----- | -------- | ----- | ----- | -------- | ----------- | ----- | ----- | -------- | -------- | ----------- | -------- | ----- | -------- | -------- | ----- | -------- | ----- | -------- | -------- | ------- |
| 2023     | SD       | 1     | 0     | 0     | 0     | 0        | 0     | 0     | 0        | 0           | ----  | 5     | 1.0      | 0        | 0           | 2        | 0     | 0        | 2        | 0     | 0        | 0     | 0        | 0.00     | 2.00    |
| 2024     | ヤクルト | 24    | 0     | 0     | 0     | 0        | 0     | 2     | 0        | 5           | .000  | 118   | 27.0     | 27       | 3           | 14       | 1     | 0        | 16       | 1     | 0        | 15    | 15       | 5.00     | 1.52    |
| MLB：1年 | MLB：1年 | 1     | 0     | 0     | 0     | 0        | 0     | 0     | 0        | 0           | ----  | 5     | 1.0      | 0        | 0           | 2        | 0     | 0        | 2        | 0     | 0        | 0     | 0        | 0.00     | 2.00    |
| NPB：1年 | NPB：1年 | 24    | 0     | 0     | 0     | 0        | 0     | 2     | 0        | 5           | .000  | 118   | 27.0     | 27       | 3           | 14       | 1     | 0        | 16       | 1     | 0        | 15    | 15       | 5.00     | 1.52    |

- 2024年度シーズン終了時

### 年度別守備成績
| 年 度 | 球 団    | 投手（P） | 投手（P） | 投手（P） | 投手（P） | 投手（P） | 投手（P） |
| 年 度 | 球 団    | 試 合     | 刺 殺     | 補 殺     | 失 策     | 併 殺     | 守 備 率  |
| ----- | -------- | --------- | --------- | --------- | --------- | --------- | --------- |
| 2024  | ヤクルト | 24        | 1         | 0         | 1         | 0         | .500      |
| NPB   | NPB      | 24        | 1         | 0         | 1         | 0         | .500      |

- 2024年度シーズン終了時

### 記録

#### NPB
初記録
- 初登板：2024年3月30日、対中日ドラゴンズ2回戦（明治神宮野球場）、8回表二死に3番手で救援登板、1/3回無失点
- 初奪三振：2024年4月4日、対広島東洋カープ2回戦（MAZDA Zoom-Zoom スタジアム広島）、8回裏に久保修から空振り三振
- 初ホールド：2024年4月30日、対読売ジャイアンツ4回戦（東京ドーム）、8回裏に5番手で救援登板、1回無失点

### 背番号
- 40（2023年）
- 39（2024年）